# Gaston Bergery
Gaston Bergery, né le 22 novembre 1892 à Paris où il est mort le 10 février 1974, est un homme politique de gauche, collaborationniste et ambassadeur français.

## Biographie
Fils illégitime d'un important financier allemand, il est élevé par sa mère dans un milieu bourgeois. Il est licencié en droit. Il fait la guerre de 1914-1918 et est blessé en septembre 1915 sur le front de Champagne. Il reçoit la Military Cross pour ses activités de liaison avec l'armée britannique.
Il est ensuite attaché au secrétariat du traité de paix de Versailles, puis est nommé en 1920 secrétaire général adjoint de la Commission des réparations qui siège de 1918 à 1924. Après la victoire électorale du Cartel des gauches, il est directeur du cabinet d'Édouard Herriot au ministère des Affaires étrangères (1924-1925). Ultérieurement, les relations avec Herriot se dégradent, Bergery reprochant à ce dernier ses capitulations devant les puissances d'argent.
À partir de 1926, il exerce la profession d'avocat à la cour d'appel de Paris, spécialiste du droit privé international, ayant pour clientèle quasiment exclusivement des Anglais et des Américains, ce qui l'amène à se déplacer des États-Unis à l'URSS.
De 1934 à août 1939, il fait paraître l'hebdomadaire La Flèche de Paris, qui a pour devise « Libérer la France de la tyrannie de l'argent et des ingérences étrangères ».

### Radical
En 1928, il est élu député radical de la Seine-et-Oise. Il est favorable au rapprochement avec la SFIO et soutient sans en faire partie les « Jeunes Turcs ». Ses prises de position « gauchistes » contre le capitalisme et pour la nationalisation des monopoles lui valent le qualificatif de « radical-bolchévik » de la part de ses adversaires. Toutefois, peu intéressé par les problèmes économiques et sociaux, il concentre son attention sur la politique extérieure. Devant l'émergence de la vague nazie en Allemagne, il préconise l'annulation des réparations et l'acceptation d'un désarmement contrôlé.
Les élections législatives de 1932 donnent la majorité à la gauche, mais Herriot s'appuie sur l'aile droite du Parti radical. Bergery favorable à une alliance avec le Parti socialiste s'oppose de plus en plus à Herriot et vote en décembre la défiance au gouvernement. Bergery entre en rapport avec la Ligue internationale contre le racisme et l'antisémitisme en 1932 par l’entremise de Georges Pioch, qui était dreyfusard et philosémite, dirigeant de la LICA et fut déatiste modéré sous l’Occupation. « Le racisme et l’antisémitisme sont contraires à l’idée de nation », affirme-t-il. Le 1er mars 1933, il démissionne du groupe radical et quitte le Parti quelques jours après.

### Dissident
Il fonde alors un mouvement antifasciste, le « Front commun contre le fascisme, contre la guerre et pour la justice sociale », proche du mouvement Amsterdam-Pleyel et de la Ligue des droits de l'homme, puis, en décembre 1933, le bimensuel frontiste La Flèche de Paris. Impressionné par la crise du 6 février 1934, il tente de capter les couches moyennes de la société en combattant le fascisme sur son propre terrain, celui de la propagande aux formules simplistes. Afin de faire plébisciter ses propres propos d'unité des radicaux avec la gauche, contre ceux des dirigeants du Parti radical-socialiste soutenant le gouvernement nationaliste de Gaston Doumergue, il démissionne spectaculairement de son mandat de député et se représente à l'élection partielle de Mantes. Son plébiscite échoue : soutenu par la SFIO, mais combattu par la droite et le Parti communiste, il est battu de 299 voix.
Le Front commun fusionne lors des Assises de Lyon les 3 et 4 novembre 1934 avec la Troisième Force de Georges Izard et prend le nom de Parti frontiste pour se démarquer du Front populaire en cours de négociation entre le PC et la SFIO. L'attachement à gauche reste solide et le nouveau parti décide de s'associer à la coalition lors des élections législatives de 1936. Bergery est donc élu député du Front populaire en retrouvant son siège de Mantes alors qu'Izard est élu à Longwy.
Le Parti frontiste apporte un soutien critique aux gouvernements du Front populaire. Au cours de l'été 1937, Bergery démissionne du Comité central de la Ligue des droits de l'homme pour dénoncer sa complaisance à l'égard de Moscou. En novembre, tirant les conclusions de l'échec frontiste de rassemblement national au-delà des partis classiques, Izard et ses amis de la Troisième force reprennent leur liberté. Bergery conserve le soutien de personnalités telles que Jules Romains ou Claude Mauriac.
Désenchanté par le Front populaire, peu à peu son discours intègre les thèmes d'autorité et de révolution nationale. Bien que dénonçant toujours le racisme, un relent d'antisémitisme est perceptible. Sans être d'un pacifisme intégral comme son ami Félicien Challaye, il approuve les accords de Munich dans l'esprit des conciliateurs du gouvernement, sans abandonner les garanties données aux États de l'Europe orientale. Sa conviction profonde est que la France n'a pas les moyens diplomatiques et militaires de mener une guerre offensive.

### Vichyste
En août 1939, un Comité de liaison contre la guerre est constitué, réunissant une quinzaine de députés de droite et de gauche et auquel Bergery apporte son concours. Après la déclaration de guerre, Bergery réclame en vain que la discussion sur le vote des crédits militaires se fasse en séance secrète. Il est le seul député à voter contre les crédits de guerre en septembre 1939.
Pendant la Drôle de guerre, il refuse de soutenir le gouvernement Daladier, pour quelques jours plus tard voter contre l'investiture de Paul Reynaud, jugé trop belliciste.
La défaite consommée, il rédige, le 6 juillet 1940, une motion instaurant un « ordre nouveau, autoritaire, national, social, anticommuniste et antiploutocratique ». Cette motion est cosignée par de nombreux parlementaires. Le 10 juillet, il fait partie des parlementaires réunis en Congrès qui votent les pleins pouvoirs au maréchal Pétain. Pendant l'été, il est membre du Comité d'organisation chargé de définir les bases d'un Parti national unique. Le rapporteur devait en être Marcel Déat, mais le projet échoua devant les réticences de Jacques Doriot, Charles Maurras et du colonel de La Rocque.
Dans le climat d'intrigues des premiers mois du régime de Vichy, Bergery s'accroche à nouveau à son projet de Parti unique en réunissant autour de lui quelques adversaires de Pierre Laval. Il rédige une partie du message radiodiffusé aux français du maréchal (11 octobre 1940), dans lequel ce dernier propose aux Français d'adhérer à un ordre nouveau et à une collaboration réciproque avec l'Allemagne. Il rédige aussi, avec Emmanuel Berl, l’« appel aux travailleurs » du maréchal Pétain.
Il est ambassadeur du régime de Vichy à Moscou, d'avril à la rupture des relations diplomatiques en juin 1941. De retour en France, il refuse le poste de Garde des Sceaux que lui propose Darlan et reprend sa profession d'avocat partagée entre Paris et Vichy. Il devient membre du Conseil national, puis, entre 1942 et 1944, ambassadeur à Ankara, où il entretient de bonnes relations avec l'ambassadeur allemand Franz von Papen. Après la libération de Paris et le départ de Pétain en Allemagne, il s'efface devant le représentant à Ankara du Comité français de la Libération nationale, Jacques Tarbé de Saint-Hardouin.
Il a reçu l'ordre de la Francisque.
Il rentre en France en 1945. Arrêté, il fait cinq mois de détention préventive. Poursuivi pour intelligence avec l'ennemi, il est traduit devant la Cour de justice de la Seine en février 1949 et acquitté. Il reprend en 1947 une carrière d'avocat. En 1951, il participe à la fondation de l'Association pour défendre la mémoire du maréchal Pétain.

## Mandats de député
- 29 avril 1928 - 31 mai 1932 : Seine-et-Oise (étiquette : Républicain radical et radical-socialiste)
- 8 mai 1932 - 20 février 1934 : Seine-et-Oise (étiquette : Républicain radical et radical-socialiste)
- 3 mai 1936 - 31 mai 1942 : Seine-et-Oise (étiquette : Parti frontiste)

## Famille
Gaston Bergery épouse en 1920 en premières noces Germaine Malançon (1900-1982) et en 1927 en deuxièmes noces Lioubov Krassine (1908-1991), fille du révolutionnaire Leonid Krassine. Elle lui donne un fils, Jean-François Bergery (1927-1975), futur journaliste et scénariste, avant de divorcer l'année suivante en 1928. Elle sera ensuite l'épouse d'Emmanuel d'Astier de La Vigerie. Il épouse en troisièmes noces, en 1934, Elizabeth (dite Bettina) Shaw-Jones (1902-1993), assistante d'Elsa Schiaparelli.